# Une jeune fille et un million
Pour plus de détails, voir Fiche technique et Distribution.
Une jeune fille et un million est un film français de Max Neufeld avec la collaboration de Fred Ellis, sorti en 1932.
Max Neufeld tourne aussi en 1932, une version allemande musicale intitulée Sehnsucht 202 (en) avec Karl Farkas et Emeric Pressburger comme scénaristes  ainsi que Magda Schneider et Luise Rainer dans les rôles principaux. 

## Fiche technique
- Titre : Une jeune fille et un million
- Réalisation : Max Neufeld avec la collaboration de Fred Ellis[1]
- Scénario : Fred Ellis, Irma von Cube et Serge Véber
- Musique : Richard Fall
- Production : Karl Ehrlich, Adolphe Osso, Arnold Pressburger et Gregor Rabinovitch
- Pays d'origine :  France - Allemagne
- Format : Noir et blanc - 1,37:1 - Mono
- Genre : Comédie
- Durée : 84 minutes
- Date de sortie : 
  - France - 7 octobre 1932

## Distribution
- Madeleine Ozeray : Magda
- Christiane Delyne : Kitty
- Claude Dauphin : Bobby
- Daniel Lecourtois : Jacques
- Robert Moor : Pimpant
- Camille Solange : la mère de Kitty
- Marfa d'Hervilly : la tante de Kitty
- Robert Le Vigan : L'employé brouillon de l'agence
- Raymond Leboursier